# Lista najwyższych budynków w Hiroshimie

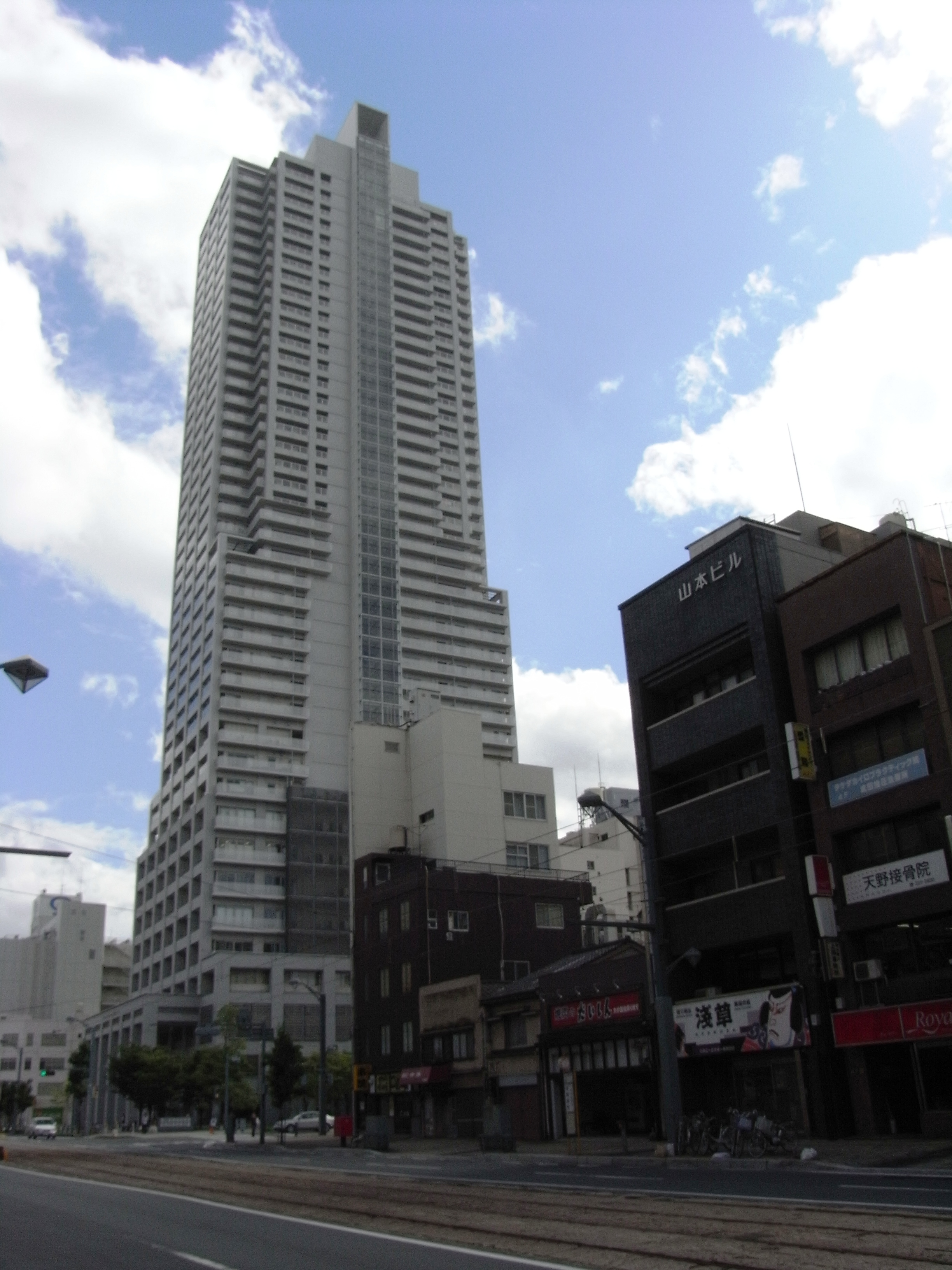
Urban View Grand Tower w 2008 roku.

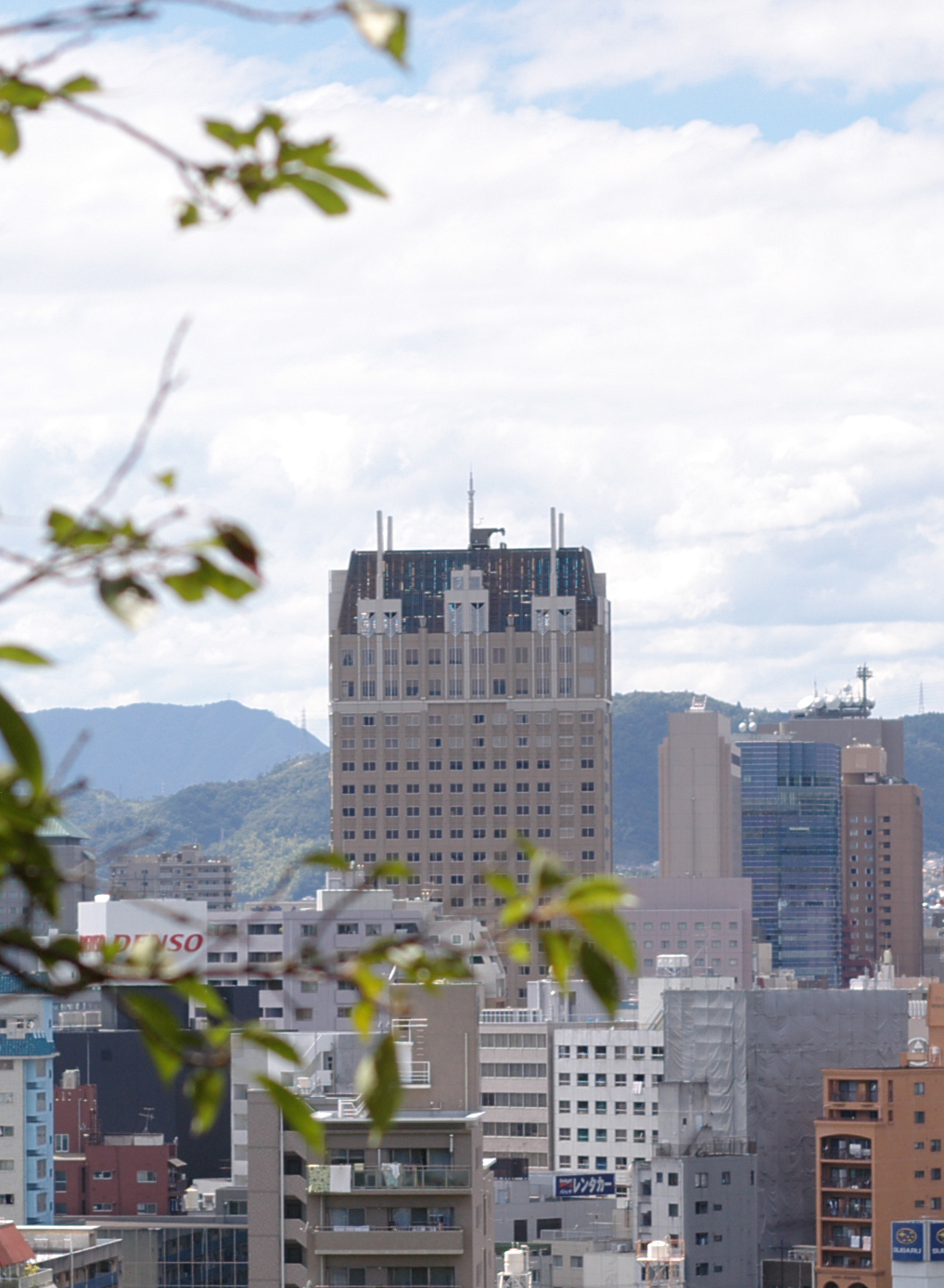
Hiroshima Washington Hotel Plaza w 2007 roku.

Hiroshima jest jednym z największych miast w Japonii. Obecnie znajduje się tutaj sześć budynków osiągających ponad 100 metrów wysokości. Większość budynków powstała w latach 90. Wśród nich najwyższy w mieście w latach 1993–2004 Rihga Royal Hotel Hiroshima. W 2004 przewyższył go Urban View Grand Tower, który do tej pory pozostaje najwyższym w Hiroszimie.
Obecnie (luty 2015) nie trwa budowa żadnego nowego budynku.

## 10 najwyższych
| Ranking | Budynek                                           | Wysokość (metry/stopy) | Liczba pięter | Rok budowy |
| ------- | ------------------------------------------------- | ---------------------- | ------------- | ---------- |
| 1.      | Urban View Grand Tower                            | 166,0 / 545            | 43            | 2004       |
| 2.      | Rihga Royal Hotel Hiroshima                       | 150,0 / 492            | 35            | 1993       |
| 3.      | NTT DoCoMo Chugoku Building                       | 139,0 / 456            | 21            | 2004       |
| 4.      | NHK Hiroshima Broadcasting Center Building        | 101,3 / 332            | 21            | b.d.       |
| 5-5.    | A-City Towers West                                | 100,7 / 330            | 31            | 1994       |
| 5-6.    | A-City Towers East                                | 100,7 / 330            | 31            | 1994       |
| 7.      | Nagisa Garden Towers Project                      | 99,0 / 325             | 30            | 2005       |
| 8.      | Active-Inter City Hiroshima Hotel-Office Building | 96,5 / 317             | 21            | 2010       |
| 9.      | Electric Building                                 | 94,0 / 308             | 21            | b.d.       |
| 10.     | Hiroshima Washington Hotel Plaza                  | 91,4 / 300             | 23            | 1994       |